# 서정가요집

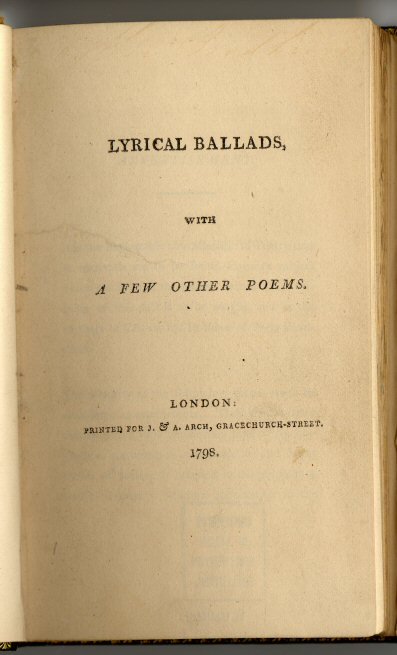

서정가요집(Lyrical Ballads)는 윌리엄 워즈워스와 새뮤얼 테일러 콜리지의 시 모음집으로 1798년 출간되었으며, 문학에서 영국 〈낭만주의 운동〉의 효시로 여겨지고 있다. 비평가들의 즉각적인 영향은 절제되었지만, 그것은 여전히 영국 문학과 시의 길을 바꾼 이정표로 남아있다.
1798년 판의 시들은 대부분 워즈워드에 의해 쓰여졌으며, 코울리지는 모음집에 단지 4편의 시만 싣고 있다. 그 중에는 《노수부》 (The Rime of the Ancient Mariner)도 들어있다.
두 번째 판은 1800년에 출간되었으며, 거기에서 워즈워드는 추가적인 시와 서문을 싣고 있다. 그 서문에서 워즈워드는 그의 시작법의 원리를 자세히 설명하고 있다. 다른 판은 1802년에 출간되었는데, 워즈워드는 서문에서 시작하였던 이상을 확장한 《시 표현법》(Poetic Diction)이라는 부록을 싣고 있다.

## 내용
워즈워드와 코울리지는 그들이 배워왔던, 그리고 대단히 틀에 박힌 형태의 영국 시의 형태에 대해서, 그들이 아니라고 생각했던 것들에 대해서 타도를 시작했다. 그리고 보통사람들이 쉽게 알아들을 수 있는 평이하고, 일상적인 언어에서 가져온 운율을 사용하여 시를 쓰기 시작했다.
그들은 가난한 사람들이 현실을 표현한 살아있는 목소리의 생생함에 역점을 두었다. 이러한 언어를 사용하는 것은 또한 인간 감정의 보편성을 주장하는 데에도 도움이 되었다. 고대 농촌의 서정시인과 연결시키는 〈서정적〉(lyrical)이라는 시의 제목조차도 전원생활의 예술적 형태를 연상시켜서 동시성을 빌려오게 된다. 반면 〈가요〉(ballads)라는 말은 보통 사람들이 말하는 이야기를 해주는(storytelling) 구어적 형식이다.
그의 유명한 《서문》(Preface) (1800년, 1802년 개정)에서 워즈워드는 그의 시적 개념을 다음과 같이 설명한다.
| “ | 다음 시들의 대부분은 실험적으로 생각될 것이다. 그러한 시들은 사회 중하층민들의 대화 언어가 시적 즐거움을 위해 얼마나 개작될 수 있는 지를 확신시킨다는 관점에서 쓰여졌다. | ” |

## 같이 보기
- 영국 문학
- 낭만주의